# Anui-myeon
Anui-myeon (koreanska: 안의면) är en socken i kommunen Hamyang-gun i provinsen Södra Gyeongsang i den södra delen av Sydkorea, 220 km söder om huvudstaden Seoul.